# Carl Bolle (Flieger)

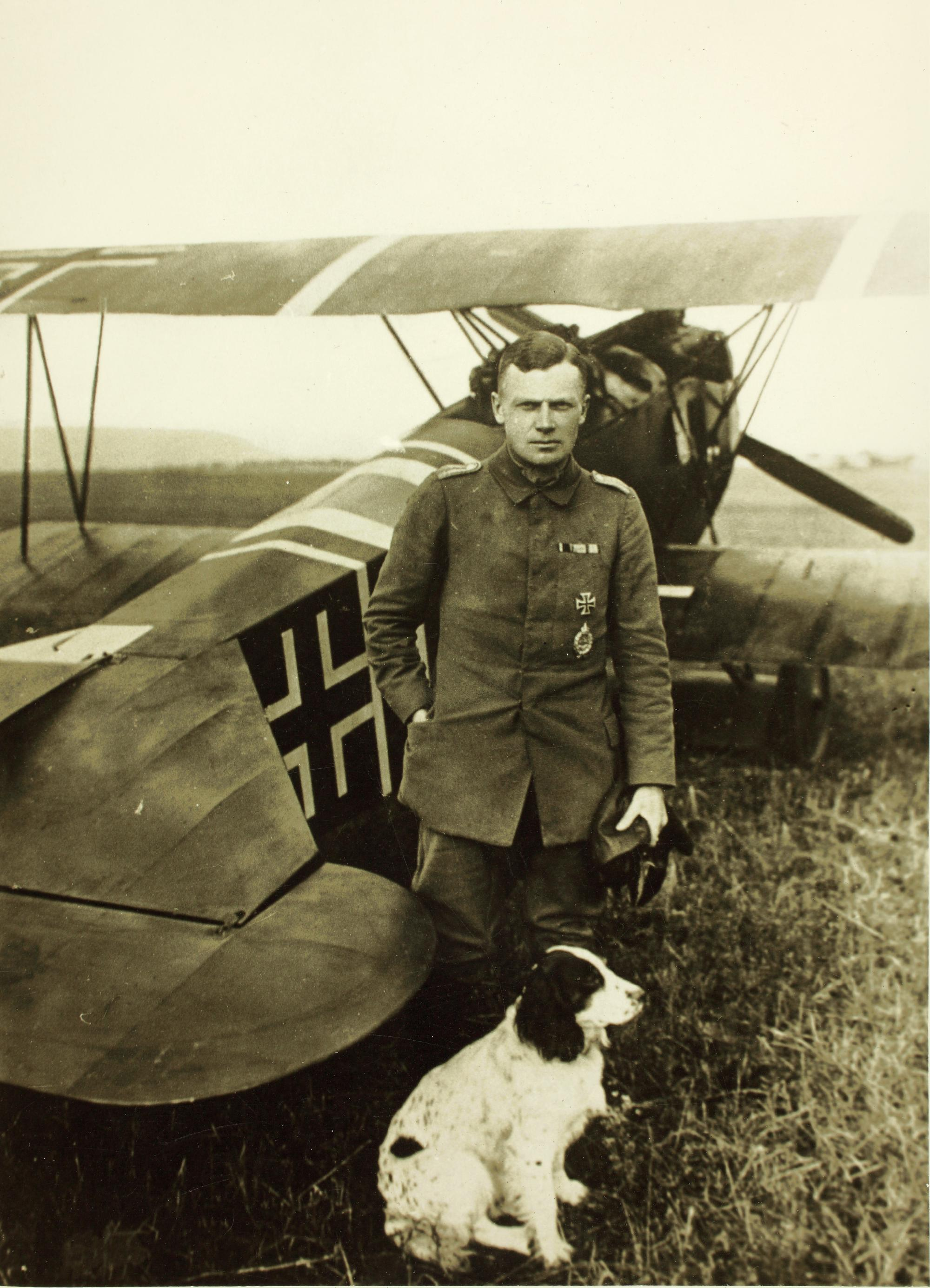
Carl Bolle

Carl Bolle, auch Karl Bolle, (* 20. Juni 1893 in Berlin; † 9. Oktober 1955 ebenda) war ein deutscher Unternehmer, der insbesondere als Jagdflieger im Ersten Weltkrieg bekannt wurde. Er war Rittmeister, letzter Staffelführer der Jagdstaffel Boelcke und Ritter des Ordens Pour le Mérite.

## Leben
Carl Bolle entstammte einer wohlhabenden Unternehmerfamilie. Er war Enkel von Carl Bolle, der mit den berühmten „Bolle-Milchwagen“ das Familienvermögen begründet hatte, und Vetter des Botanikers Friedrich Franz Bolle. Seine erste Ehefrau Maria war eine Tochter des Bankiers Alexander Schoeller.
Ab 1912 studierte Bolle an der Universität Oxford Wirtschaftswissenschaften. Bei Kriegsausbruch nach Deutschland zurückgekehrt, trat er als Offiziersanwärter in das Kürassier-Regiment „von Seydlitz“ (Magdeburgisches) Nr. 7 der Preußischen Armee ein und wurde an der Westfront eingesetzt. 1915 wurde das Regiment an die Ostfront verlegt, wo er bis zum Jahresende mit beiden Klassen des Eisernen Kreuzes ausgezeichnet wurde. Zum Leutnant befördert, ließ sich Bolle im Februar 1916 zur Fliegertruppe versetzen und absolvierte seine fliegerische Ausbildung in Valenciennes, bevor er im Juli 1916 zum Kampfgeschwader 4 der Obersten Heeresleitung (kurz: Kagohl 4) versetzt wurde. Lothar von Richthofen – ein Bruder Manfred von Richthofens – war während dieser Zeit Bolles Beobachter.
Im Oktober 1916 verwundet, wurde Bolle nach seiner Gesundung Anfang 1917 zur Jagdfliegerausbildung an die Jastaschule kommandiert. Im Juli 1917 zur Jagdstaffel 28 versetzt errang er fünf Luftsiege, bevor er zum Oberleutnant befördert und zum Führer der Jasta 2 ernannt wurde. Bis zum August 1918 errang er 28 Luftsiege und wurde mit dem mecklenburgischen Militärverdienstkreuz und dem Ritterkreuz des Königlichen Hausordens von Hohenzollern mit Schwertern ausgezeichnet. Am 28. August 1918 wurde ihm von Kaiser Wilhelm II. der Orden Pour le Mérite verliehen. Er blieb bis Kriegsende Staffelführer der Jagdstaffel Boelcke und erreichte zuletzt 36 Luftsiege. Sein letzter bestätigter Abschuss war das australische Fliegerass Thomas Baker. Nach dem Waffenstillstand am 11. November 1918 wurde die Einheit nach Deutschland zurückverlegt und in Braunschweig demobilisiert. Bolle wurde zunächst einem Reiterregiment der Reichswehr zugeteilt, reichte aber 1923 seinen Abschied ein. Dabei erhielt er den Charakter als Rittmeister.
Nach dem Krieg und der Aufhebung des von den Siegermächten verfügten Flugverbots arbeitete er als Verkehrspilot und Fluglehrer. Von 1926 bis 1933 war er Vorstandsmitglied der Deutschen Verkehrsfliegerschule, bis er in das Reichsluftfahrtministerium wechselte. Dort war er bis 1934 tätig und am Aufbau der Luftwaffe im Bereich der Pilotenausbildung beteiligt. Er war Vorstandsmitglied und später Direktor der Deutsche Waffen- und Munitionsfabriken AG sowie stellvertretender Aufsichtsratsvorsitzender der Berlin-Erfurter Maschinenfabrik Henry Pels & Co. AG. Während des Zweiten Weltkriegs war Bolle als Berater der Luftwaffe tätig.